# مجزرة حي النصر (28 أكتوبر 2023)
مجزرة حي النصر (28 أكتوبر 2023) أو مجزرة عائلة نصار (28 أكتوبر 2023) هي مجزرةٌ ارتكبها سلاح الجوّ الإسرائيلي حينما أغارَ على منزل عائلة نصار في محيط منطقة الزوايدة وهي منطقة تقع إدارياً ضمن محافظة دير البلح في فلسطين. هذه المجزرة من ضمن عدة مجازر وقعت خلال عملية طوفان الأقصى. تسبّبت هذه المجزرة الإسرائيليّة والتي استهدفت منطقة حيوية في استشهاد ما يزيد عن 11 شخصاً.

## خلفية الحدث
في ساعاتِ الصباح الأولى من يوم السابع من أكتوبر 2023 أطلقت حركة المقاومة الإسلامية حماس عبر ذراعها العسكري كتائب الشهيد عز الدين القسام عملية طوفان الأقصى وذلك ردًا على الاعتداءات الإسرائيلية وتدنيس الأقصى والاستمرار في الاستيطان كما أكّد على ذلك محمد الضيف القائد العام للقسّام والذي أعطى إشارة انطلاق العمليّة التي شهدت اقتحامًا من المقاومين لمستوطنات غلاف غزة ونجحوا في قتلِ عدد كبيرٍ من الجنود الإسرائيلين، وأسر عشرات آخرين كما استطاعوا خلال ساعات قطع عشرات الكيلومترات ووصلوا لمستوطنات أبعد من تلك المحيطة والقريبة من قطاع غزة.
استمرَّت الاشتباكات بين الجيش الإسرائيلي وبين المقاومين في عديد من المستوطنات وعلى رأسها مستوطنة سديروت. الرد الإسرائيلي على هذه العمليّة جاء من خلال شنّ سلاح الجو الإسرائيلي عشرات الغارات العشوائيّة على القطاع متسبّبة في مقتل عشرات المدنيين وتدمير البنية التحتية لمدن القطاع، ليصل حد فرض إغلاق شامل وقطع متعمد لكل الخدمات من ماء وكهرباء وغاز، وهو ما هدَّد حياة أكثر من مليونَي فلسطيني يعيشُ داخل القطاع الذي يُعاني أصلًا من تبعات الحصار الخانق عليهم منذ ستة عشر عاماً.

## المجزرة
في ساعات الصباح الأولى من يوم السبت الموافق 28 أكتوبر 2023، قام السلاح الجو الإسرائيلي بقصف منطقة الزوايدة (فلسطين). حيثُ شن الطيران الإسرائيلي غارات مكثفة على منطقة الزوايدة، وتم قصف منزل عائلة نصار بالكامل، بالإضافة إلى عدد من المنازل المجاورة. وتمكنت سيارات الإسعاف والدفاع المدني من انتشال جثامين 11 مواطناً من عائلة نصار وعائلة اعبيان الذين نزحوا إلى منزل عائلة نصار، ومعظمهم أطفال ونساء إضافة إلى عشرات الجرحى وعشرات المفقودين.

## الضحايا
1. نافذ فضل نصار.
2. نظمية رمضان نصار.
3. فضل نافذ نصار.
4. تسنيم بسام نصار.
5. أحمد نافذ نصار.
6. منير نافذ نصار.
7. نور حامد اعبيان.
8. حنين البسيوني، وزوجة نور اعبيان وجنينها.
9. عبدالله حامد اعبيان.
10. حمزة حامد اعبيان.
11. يهام اعبيان.